# Praia do Rio Alto

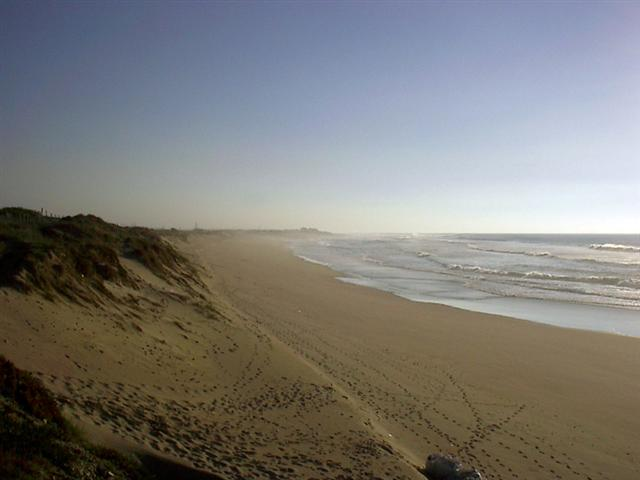
Playa del Río Alto.

La Playa del Río Alto (también conocida como Playa de Estela, en portugués Praia do Rio Alto o Praia da Estela) es una playa marítima de Póvoa de Varzim, situada en la freguesia de Estela. En la playa del Río Alto desagua el Río Alto, que nace en la falda del monte de São Félix.
Dado que es de difícil acceso (sólo se puede acceder a ella a pie, a través de otras playas o atravesando dunas y masseiras) y de la privacidad que ofrecen sus dunas, es destino frecuente de naturistas, a pesar de no estar clasificada oficialmente como tal.